# Dolichoprosopus sameshimai
Dolichoprosopus sameshimai là một loài bọ cánh cứng trong họ Cerambycidae.